# Barbara Dorfer

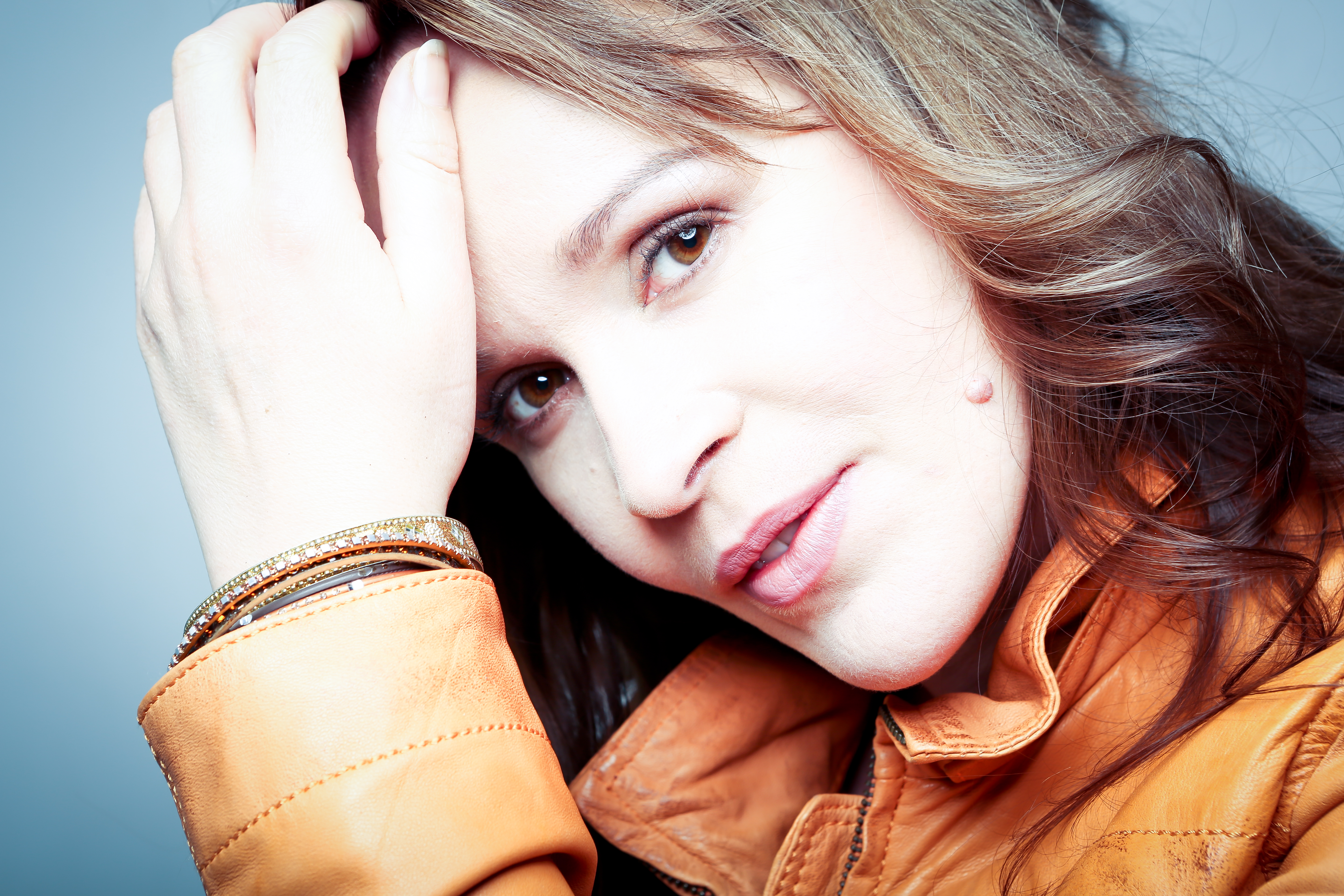
Barbara Dorfer 2014

Barbara Dorfer (* 27. Mai 1977 in Kufstein) ist eine österreichische Sängerin. 

## Werdegang
Sie wurde  als letztes von sieben Kindern geboren. Dorfer singt seit sie ein Teenager war. 2005 gewann sie mit der Gruppe „Die Psayrer und Barbara“ und dem Titel „Die Berge im Feuer“ den Grand Prix der Volksmusik 2005, begleitet von  TV-Auftritten.
2008 trat sie bei Rainhard Fendrich in der Sing and Win! Show auf und startete ein Comeback. Seit 2009 wurden  Titel wie „Ich bin wieder da“, „Leben ist schön“ oder „Ich kann den Regenbogen sehen“ veröffentlicht.
Im Jahr 2011 war sie im Fernsehen Gast bei der Talkshow „Kölner Treff“ (WDR), u. a. mit Isabel Varell, Hans-Werner Meyer und auch der gehörlosen Politikerin Helene Jarmer.
Für den Eurovision Song Contest 2011 bewarb sich Dorfer mit dem Song „Can you Imagine“. Der Song schafft es nicht ins Finale, worauf sie sich dann auf die Zusammenarbeit mit Wolfgang Herrmann konzentrierte, der den Song neu arrangierte. Das Resultat „Kein Teil von Dir“ wurde in Mundart produziert.
Nach dem Lied „Der Sommer geht nie vorbei“ aus dem Jahre 2012 brachte Barbara Dorfer ihre neue Single „Es tuat so guat“ im August 2013 auf dem Markt. Der Titel wurde von ihr getextet und mit Unterstützung von Wolfgang Herrmann produziert.

## Titel (Auswahl)
- Wer den Himmel teilt
- Bis in die Unendlichkeit
- Es tuat so guat
- Der Sommer geht nie vorbei
- Kein Teil von dir
- Ich kann den Regenbogen sehen
- Ich bin wieder da
- Leben ist schön
- Deine Liebe
- Du und Ich